# مسئله دو امپراتور

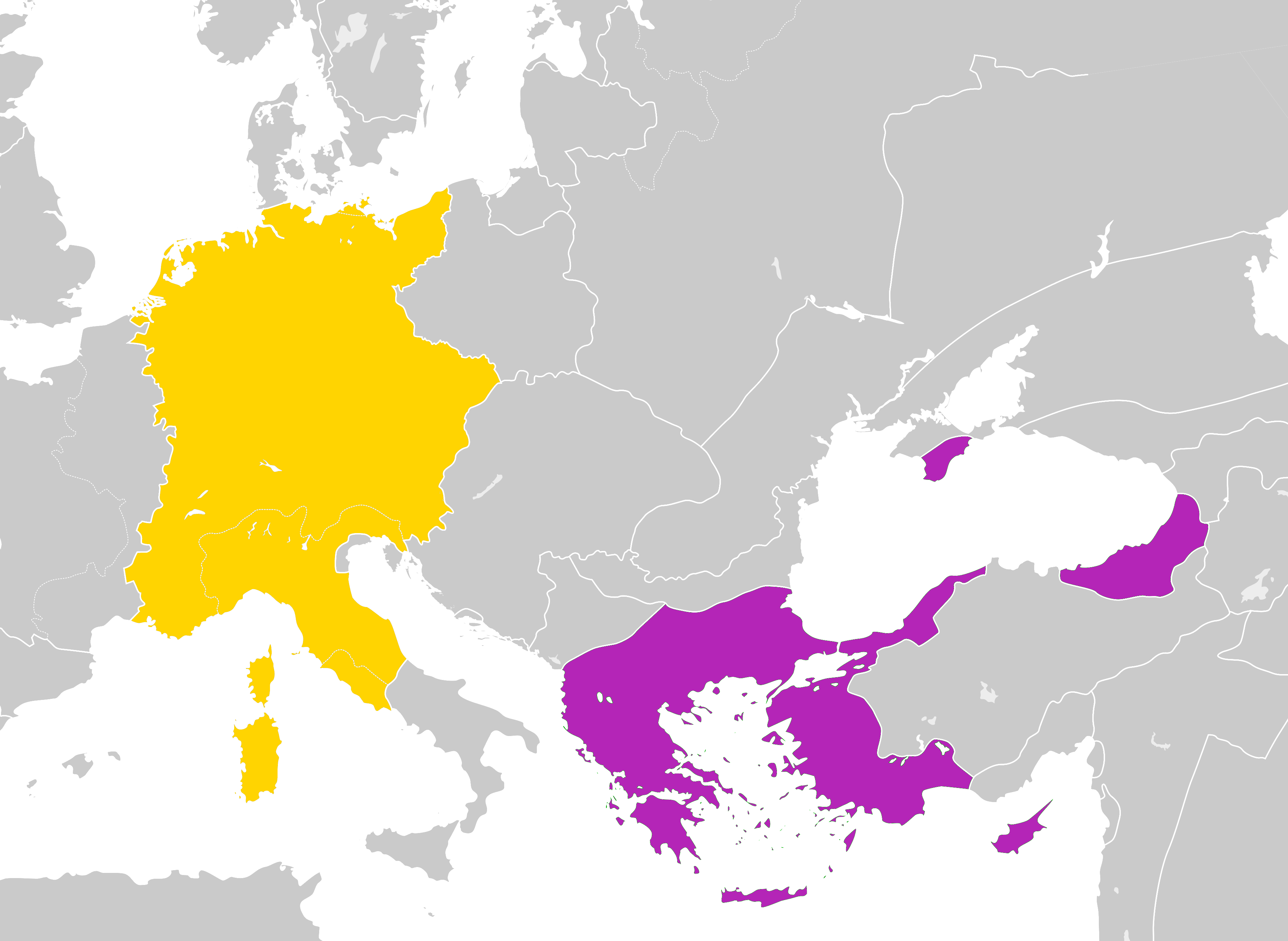
این گزاره بیشتر در پیوند با تاریخ اروپای سده‌های میانه به کار می‌رود و بیشتر ویژهٔ ستیز دیرپا میان امپراتورهای بیزانس در قسطنطنیه و امپراتوران مقدس روم در آلمان و اتریش امروزی دربارهٔ اینکه کدام پادشاه دنبالهٔ امپراتور روم که پیشتر سرنگون شده بوده، می‌باشد.

مسئله دو امپراتور گزاره‌ای تاریخ‌نگاری برای نشان دادن ناسازگاری تاریخی میان دو چیز است؛ از یک سو انگارهٔ «امپراتوری جهانی» که می‌گوید در جهان هر زمان فقط یک امپراتور راستین فرمانروایی می‌کرده است، و از دیگر سو این حقیقت که در بیشتر دوره‌ها چندین کس همزمان خود را ام‍پراتور می‌نامیده‌اند.
این گزاره بیشتر در پیوند با تاریخ اروپای سده‌های میانه به کار می‌رود و بیشتر ویژهٔ ستیز دیرپا میان امپراتورهای بیزانس در قسطنطنیه و امپراتوران مقدس روم در آلمان و اتریش امروزی‌ست با این زمینه که فرمانروایان کدام پادشاهی دنبالهٔ امپراتور روم که پیشتر سرنگون شده بوده، می‌باشند.
از دید ترسایی‌های سده‌های میانه، امپراتوری روم شکافت‌ناپذیر بود و امپراتور آن بر ترسایی‌هایی هم که در مرزهای امپراتوری زندگی نمی‌کردند، جایگاه تا اندازه‌ای «فرادستی» (Hegemony) داشت.
از زمان فروپاشی امپراتوری روم باختری در سال‌های پایانی دوران باستان، امپراتوری بیزانس (که نمایانگر استان‌های بجا مانده آن در خاور بود) از سوی خودش، پاپ و پادشاهی‌هایِ گوناگونِ ترساییِ نوبنیاد در سراسر اروپا در جایگاه امپراتوری قانونی روم شناخته شد. این شناسایی در سال ۷۹۷ زمانی که امپراتور کنستانتین ششم برکنار و نابینا شد و مادرش امپراتور ایرنه به جایگاه فرمانروا جایگزین شد (که سرانجام فرمانروایی او در اروپای باختری پذیرفته نشد) برهم زده شد. دربارهٔ ریشهٔ این شناسایی نکردن همگانی‌ترین انگیزهٔ گفته‌شده این بود که او زن بود.
اگرچه دو امپراتوری سرانجام کوتاه آمدند و فرمانروایان یکدیگر را در جایگاه امپراتور شناسایی کردند، ولی از شناسایی بی‌پیرایه هم به جایگاه «رومی» خودداری نمودند. بیزانسی‌ها از امپراتور مقدس روم با نام «امپراتور (یا پادشاه) فرانک‌ها» و دیرتر با نام «شاه آلمان» یاد می‌کردند و بن‌مایه‌های اروپایی بیشترْ به نام «امپراتور یونانی‌ها» یا «امپراتور قسطنطنیه» از امپراتور بیزانس یاد می‌کنند.
در درازنای سده‌ها پس از تاج‌گذاری شارلمانی، ناسازگاری دربارهٔ نام امپراتوری یکی از جنجالی‌ترین جستارها در سیاست امپراتوری مقدس روم و بیزانس بود.
این ناسازگاری به گونه‌ای چشمگیر دیپلماسی میان دو امپراتوری را ناتوان کرد. ریشهٔ درنگرفتن جنگ هم بیشترْ دوری سرزمینی دو امپراتوری بود.
در نمونه‌هایی، همسایگان امپراتوری بیزانس، مانند بلغارستان و صربستان، نام ام‍پراتور را بر فرمانروای خود می‌گذاشتند که بیشتر به درگیری‌های لشگری می‌انجامید.
پس از اینکه امپراتوری بیزانس برای دوره‌ای از سوی صلیبی‌های کاتولیک در جنگ صلیبی چهارم در سال ۱۲۰۴ سرنگون شد و امپراتوری لاتین جانشینش شد با اینکه هر دو امپراتور اکنون برای نخستین بار از زمان آغاز ناسازگاری‌ها از یک رهبر دینی پیروی می‌کردند، ناسازگاری‌ها دوباره پی گرفته شد. اگرچه امپراتورهای لاتین امپراتورهای مقدس روم را در جایگاه امپراتورهای قانونی روم شناسایی می‌نمودند، ولی این نام را از آن خود نیز می‌دانستند که از سوی امپراتوری مقدس روم شناسایی نشد. پاپ اینوسنت سوم سرانجام انگاره divisio imperii (بخشبندی امپراتوری) را پذیرفت که در آن «فرادستی» (Hegemony) امپراتوری به باختری (امپراتوری مقدس روم) و خاوری (امپراتوری لاتین) بخش می‌شود.
دشواری انگاره دو امپراتور پس از سرنگونی قسطنطنیه در سال ۱۴۵۳ دوباره نمایان شد. پس از سرنگونی، سلطان عثمانی محمد دوم جایگاه امپراتوری به نام Kayser-i Rûm (سزار امپراتوری روم) را از آن خود دانست و در آرزوی «فرادستی» جهانی بود. سلاطین عثمانی در پیمان ۱۵۳۳ قسطنطنیه از سوی امپراتوری مقدس روم به جایگاه امپراتور شناسایی شدند، ولی در برابر، این شناسایی برای امپراتوران مقدس روم به کرسی ننشست. عثمانی‌ها امپراتوران مقدس روم را یک‌ونیم سده پادشاه (kıral) می‌نامیدند تا اینکه سلطان احمد یکم در سال ۱۶۰۶ در پیمان زیتواتوروک (پذیرش divisio imperii) امپراتور رودلف دوم را با نام امپراتور شناسایی نمود و به ستیز میان قسطنطنیه و اروپای باختری پایان داد. افزون بر عثمانی‌ها، تزار روسیه و امپراتوری روسیه نیز میراث رومی امپراتوری بیزانس را از آن خود می‌دانستند و فرمانروایان آن خود را تزار (با ریشهٔ «سزار») و سپس امپراتور می‌نامیدند. این کار روس‌ها تا سال ۱۷۴۵ از سوی امپراتوری مقدس روم به رسمیت شناخته نشد.

## بن‌مایه
- همکاری‌کنندگان ویکی‌پدیا، «Problem of two emperors»، ویکی‌پدیای انگلیسی، دانشنامهٔ آزاد (بازیابی ۲۸ خرداد ۱۴۰۳)